# توشییوکی ناگاشیما
توشییوکی ناگاشیما (به ژاپنی: Toshiyuki Nagashima) (زادهٔ ۲۱ اکتبر ۱۹۵۶) هنرپیشه اهل ژاپن است. از فیلم‌هایی که وی در آن نقش داشته است، می‌توان به گودزیلا در برابر بیولانته اشاره کرد.